# 경애왕릉
경주 경애왕릉(慶州 景哀王陵)은 대한민국 경상북도 경주시 배동에 있는 신라 55대 왕인 경애왕(재위 924∼927)의 무덤이다. 1971년 4월 28일 대한민국의 사적 제222호로 지정되었다.

## 개요
신라 55대 왕인 경애왕(재위 924∼927)의 무덤으로, 경명왕의 뒤를 이어 왕위에 올랐다. 재위 4년이 되던 해에 포석정에서 잔치를 베풀고 있을 때, 후백제 견훤의 습격을 받아서 비참한 최후를 마친 왕이다.
무덤은 삼릉계곡 입구의 소나무 숲 안에 있으며, 일반무덤와 같아서 별다른 특징은 없다. 신라왕릉으로는 빈약한 편이며 발굴된 적은 없다. 『삼국사기』에는 경애왕을 남산 해목령에 장사지냈다고 되어있다. 해목령은 경애왕릉에서 떨어져 있어서 맞지 않으며, 해목령 가까이에 있는 지금의 일성왕릉을 경애왕릉으로 보아야 한다는 견해도 있다.

## 현지 안내문
이 능은 신라 제55대 경애왕(景哀王, 재위 924 ~ 927)을 모신 곳이다. 밑 둘레 43m, 지름 12m, 높이 4.2m 규모로 흙을 둥글게 쌓은 형태이다. 남산(南山)의 북서쪽 구릉의 끝이다. 인천(隣川:기린내)의 동안(東岸)에 위치하고 있다.
왕은 제53대 신덕왕(神德王)의 아들로 927년 포석정(鮑石亭)에서 잔치(연회)를 베풀고 있을 때 후백제 견훤(甄萱)의 습격을 받아 생을 마쳤다.

## 같이 보기
- 경애왕

## 참고 자료
- 경애왕릉 - 국가유산청 국가유산포털